# Campaña de fe
Se conoce a la Campaña de Fe a la llevada a cabo por el Partido Baaz Árabe Socialista en Irak en 1993 con la intención de promulgar una agenda política donde primaran los valores conservadores e islámicos en la sociedad. La Campaña introdujo una serie de políticas que tuvieron un impacto en los modos de vida de la sociedad, especialmente en la educación y ocio, donde se incrementó el estudio religioso y aumentaron las restricciones en los espacios públicos, tales como el cierre de bares o clubes nocturnos.
La instrumentalización del islam suní supuso un cambio radical en los pilares ideológicos del Partido Baaz ya que implicó una ruptura con el secularismo. Esta estrategia se debe a un intento de reforzar la figura de Sadam Huseín ante los acontecimientos sociales y políticos que habían cuestionado tanto su figura como la doctrina del Partido Baaz.
La Campaña fue dirigida en gran medida por Izat Ibrahim al Duri, líder de la Orden Sufí de Naqshbandiyaa y líder del partido Baaz tras la muerte de Sadam Huseín. Su cambio de atuendos más conservadores representaban el cambio hacia la búsqueda de autenticidad islámica y tribal como legitimación. Tras la muerte de Sadam, al-Duri fue uno de los principales comandantes de la resistencia durante la guerra de 2003 bajo el Frente Islámico Para la Resistencia Iraquí, también conocido como el Ejército de la Orden Naqshbandi. Su capacidad de organización y de patronazgo entre las diferentes tribus durante la época de sanciones sirvió para derivar recursos hacia las mezquitas para hacer funcionar la Campaña en su plano más religioso.
La Campaña de Fe ha jugado un papel clave en la generación de militares y oficiales nacidos entre los años sesenta y ochenta cuyas aspiraciones de poder fueron interrumpidas durante la invasión de Irak de 2003. Dichos cambios en el sistema político y en la socialización de la ciudadanía hicieron juagaron un papel en la visión del islam como una atracción y una base doctrinal para futuras insurgencias, en especial la del Estado Islámico de Irak, cuyo liderazgo ideológico se funda en el salafismo Islámico.
Para entender este cambio de rumbo hace falta comprender las causas a largo plazo y corto plazo. A largo plazo, dichas causas desembocaron en una falta de legitimidad política dentro del sistema político desde su comienzo, así como la movilización de la población chií; mientras que las causas a corto plazo fueron las dos guerras - guerra Irán-Irak y la invasión de Kuwait - y la crisis de sanciones impuestas a Irak.

## Crisis de legitimidad política en el sistema político de Irak

Muhammad Baqir al-Sadr clérigo chiita iraquí, filósofo y fundador ideológico del Partido Islámico Dawa.

La crisis de legitimidad política tiene sus raíces en la misma creación del Estado de Irak, terminándose de erosionar en su totalidad con el régimen de Sadam Huseín. Los patrones de legitimación política tradicionales en Irak han ido ligados a cualidades hereditarias y de conocimientos religiosos muy propios del chiismo y del sufismo islámico. A su vez, hay que resaltar el tribalismo y la capacidad de liderazgo de quien reclama la autoridad política.
Estas tradiciones amodernas propias de la autoridad y legitimación islámica se vieron afectadas por los cambios ocurridos tras la muerte del Rey Fáysal I de Irak. El desarrollo socioeconómico generó una dislocación social, activando así el clivaje rural-urbano y un cambio en las relaciones de poder en la sociedad iraquí. Las zonas urbanas, en su mayoría pobladas por sunníes, se vieron afectadas por la emigración de chiíes rurales, en busca de una mejora social.
El legado islámico fue reemplazado por la campaña secular del partido Baaz donde se inhabilitó y devaluó el poder de los ulemas y ayatolás en el país, obstaculizándolo del poder político. A medida que pasaba el tiempo, el sistema político se fue construyendo con el objetivo de dominar la esfera política y pública en su totalidad. El régimen de Sadam combinó el autoritarismo y el tribalismo regido por una economía rentista proveniente del petróleo que tenía capacidad de cooptar a la oposición política. Esta estrategia funcionó para cooptar a la sociedad y el régimen descansaba en gran medida en la legitimidad específica durante un periodo de años, donde el Estado era garante de servicios sociales y progreso económico, propia de Estados petrolíferos.
El plan de estabilidad política en la sociedad lo proporcionaba el gobierno. No obstante, con las dos guerras y las sanciones implementadas a Irak por la invasión de Kuwait se generó una crisis económica, que a su vez degeneró en una economía no diversificada con dificultades de adaptación. La estabilidad pasó a ir de la mano de un incremento de la represión y de la corrupción.
Los impactos de la guerra crearon una generación propia de ciudadanos, sin recursos económicos y falta de oportunidades donde gran parte de esta generación joven vio refugio en la religión. Esta situación, a la larga, provocó un estímulo para los movimientos sociales religiosos como contraposición al régimen. Al romper con los esquemas del estatus social que imperaban en la sociedad iraquí, el partido Baath fue desgastándose y considerándose como antirreligioso. Por ello, a falta de legitimidad específica, el régimen intentó refugiarse en el islam político, lanzando la campaña de fe de 1993.
La política de purgas hacia los religiosos y las condenaciones públicas de Sadam hacían que su posición de poder quedara deslegitimada a medida que pasaba el tiempo y se iban sumiendo en diferentes crisis. Bajo este contexto social y de decadencia política del Baaz, se desarrollaría el movimiento chií, clave en el activismo político liderado por el Muhammad Baqir al-Sadr.

## Movilización chií en Irak

### Movimiento emergente durante 1950-1960
La población chií en Irak ha sido tratada como a un grupo mayoritario desaventajado, excluido del poder político, social y económico frente a otros grupos sociales. En este periodo de deterioro de los años cincuenta, los ulemas iraquíes empezaron a lanzar el dawwa, invitación religiosa a la causa islámica con una intención política desde la ciudad de Najaf. El precursor de la invitación fue un joven ulema, futuro ayatolá, Sayyid Muhammad Baqir al-Sadr, para reconciliar el islam con la actualidad del Irak por aquel entonces.
En sus escritos más famosos, Islam Political System, Falsafatuna y Iqtisaduna, exponía la importancia de que los musulmanes reafirmaran su identidad intelectual y la necesidad de realizar un ijtihad de manera certera, donde se pudiera armonizar la fe con el método científico.
El movimiento adoptó una actitud pasiva durante los sesenta hasta el año 1979. Hasta entonces, el movimiento había emergido con intención de expandirse más allá de Najaf. Bajo al-Sadr, los estudios, discusiones y las interpretaciones del Corán se intensificaron en torno a cuestiones sobre los avances científicos, el rol de la mujer y sobre todo, acerca del rol del gobierno sin legitimidad Islámica. Se comenzó a movilizar nuevos seguidores más allá de Najaf, penetrando en otras ciudades, colegios, mezquitas y familias, creando una cadena de conexiones.
El incremento de los miembros en zonas urbanas significó la posibilidad de crear una oposición al régimen. Y así fue, aprovecharon la apertura del régimen de Qasim para constituir dos partidos, uno clandestino el Hizb al-Da’wa y uno legal, el Partido Islámico Dawa.
El movimiento en estas fechas puede calificarse de pasivo y de adoctrinamiento, donde frente a los cambios seculares del sistema político lo primordial era inculcar la convicción de instaurar un sistema político de corte islámica. El estudio y la preparación de una base social fue clave para dar el salto a un activismo en 1979; año en el dual, gracias a los acontecimientos sucedidos en la región y al propio desgaste del partido Baaz, se propició tal oportunidad.

### Activismo político post 1979
El Baaz aceleró la persecución hacia los islamistas debido a la polarización religiosa en la región como consecuencia de la Revolución de Irán. En 1978, el gobierno iraquí trató de que la ideología Baaz fuera la doctrina mayoritaria, donde la ideología se estudiaba en todos los centros educativos con intención de frenar el analfabetismo. Las familias religiosas objectoras frente a tal decisión eran castigates severamente, ya que la oposición al partido Baaz suponía la cárcel. Este mecanismo de control de la sociedad es propio de los sistemas políticos de partido único. La pertenencia al partido Baaz proporcionaba movilidad social y oportunidad económica debido al control férreo del régimen en la sociedad.
Un acontecimiento clave para comprender las fisuras ideológicas del partido Baaz fue el ataque y represión a los 30.000 chiíes que se disponían a peregrinar desde Najaf hacia Kerbala para honorificar al mártir Imman Hussein. En el ataque en Najaf, denominado como la Safar Intifada, 16 personas murieron y 2,000 fueron arrestadas. El liderazgo de los ulemas en Irak era real y el gobierno empezó a hacer purgas internas con la intención de unir al partido frente al incremento islámico.
Varios eventos seguidos hicieron que al-Sadr cambiara de estrategia y propusiera un activismo revolucionario. En 1979, la reconciliación entre el islam y el partido Baaz se diluyó como consecuencia al arresto de al-Sadr, las represiones que se llevaron a cabo y sobre todo por el éxito de la Revolución Islámica de Irán. Desde su arresto domiciliario, al-Sadr y los líderes del movimiento decidieron pasar a una forma de protesta violenta, con el reflejo de la revolución iraní como espejo.
El cambio hacia un activismo más violento se daba bajo el argumento de protegerse de un gobierno ilegítimo, antiislámico, que usaba su fuerza contra ellos. La polarización de la religión y el partido Baaz se había consolidado. La movilización resultaba fácil, y los jóvenes veían en el movimiento islámico un cambio posible tras ver el éxito de la revolución en Irán. Sadam se esperaba una guerra sencilla y rápida contra un supuesto régimen débil que demostró perdurar. Jomeiní presionó a Irak y movilizó a la población chií para derrocar a un régimen dictatorial.

## Cambio de estrategia en el Partido Baaz: El Congreso Regional del Partido de 1982
La política de Sadam Huseín seguía la lógica del Partido Baaz, donde la religión permanecía separada del Estado, comprometidos con el panarabismo y la construcción nacional. No obstante, no fue hasta 1977 cuando Sadam apostó firmemente por el secularismo como ideología para unir al Partido y enfrentarse al islam. Ese mismo año, se dieron una serie de manifestaciones chiís en Kerbala y Najaf, donde se reprimió severamente a los presentes. Este evento pudo haber marcado el fin de una unión del Partido y la separación sectaria de sus miembros ya que se había reprimido a la comunidad chií que representaba a más de la mitad de la población y se temía que un cambio de régimen fuera reprimido. No obstante, el partido se mantuvo unido debido a la alta institucionalización y control de la formación sobre el Estado.
No fue hasta 1982 cuando se empezó a tratar el componente religioso en la sociedad iraqí. En el Congreso Regional del Partido se discutió el fenómeno religioso que imperaba en la sociedad. El islam se había consolidado como arma de movilización política tras los acontecimientos. En la reunión del Liderazgo Pan-árabe, la institución ideológica más importante del Baaz, donde se sugiere una paz con los Hermanos Musulmanes de Egipto y Sudán con la intención de lavar la imagen de Sadam de cara al exterior en su guerra contra el islam de Jomeiní de 1986. La guerra contra Irán se llevó a cabo con la intención de obstaculizar y derrotar la mobilización chií en Irak, así como contrarrestar el poder ideológico de Jomeiní en la región. En los planes de Sadam la guerra iba a ser corta debido a la presunción de debilidad iraní por la revolución. No obstante, la guerra fue larga y dura. A medida que se prolongaba la guerra, Jomeiní acusaba a Sadam de ser enemigo del islam, deslegitimandolo ante los ojos de gran parte de su población. El desarrollo de la guerra confirmó la efectividad movilizadora de la instrumentalización del islam. Significó la aceptación del islam y el inicio de un cambio en la política doméstica, tanto ideológicamente como en términos de identidad del partido. Por ello, se necesitaba apelar al islam como apego, frente al incremento del chiismo dentro de Irak como contrapeso ideológico.
Tras 1982, los acontecimientos futuros dibujar la hoja de ruta del partido. El cambio de rumbo en la política del Partido Baaz suponía una respuesta a los contextos sociales y económicos en los años noventa. La crisis económica, intensificada por el embargo internacional impuesto, había afectado de lleno a la población donde alrededor de un 50% se encontraba desempleada y sin oportunidades. A esto hay que sumarle el impacto psicológico y social de las dos guerras vividas en una década. Tales condiciones favorecieron el incremento de la religiosidad en la población que buscaba refugio en el islam ya que la propia ideología del partido no proporcionaba una justificación a la realidad social. En el mismo congreso, el régimen subrayó la importancia del activismo chií. Tras el éxito de la República Islámica y su consolidación en 1979, el islamismo se activó en gran parte de la ciudadanía con actividades como el rezo y visitas a las mezquitas con mayor frecuencia, tanto chiíes como los sunníes.

## Comienzo de la Campaña en 1993

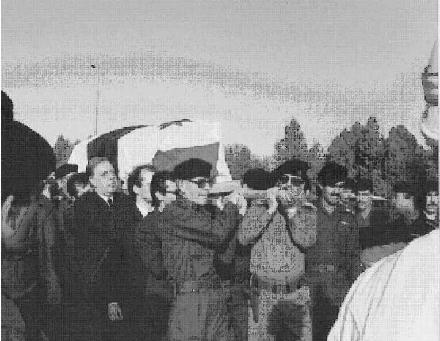
Funeral de Michel Aflaq. Sadam Huseín (derecha) y Izzat Ibrahim ad-Duri (izquierda).

En 1993 Sadam anunció la entrada de la Campaña en un contexto donde tanto la crisis de sanciones internacionales como el impacto psicológico de las dos guerras del golfo habían cuestionado el liderazgo Baaz. Los objetivos que buscaba mediante esta nueva política eran principalmente tres: una legitimación personalista de Sadam, una moralización islámica como refugio y estabilidad social ante la crisis económica. y consecuencias de las dos guerras del golfo, y, por último, una intención de cooptar y canalizar el avance islámico creciente en la sociedad y dirigirse como un árbitro del uso de la religión.
La Campaña fue llevado a cabo desde las instituciones estatales. La educación religiosa, tanto en la ciudadanía como en miembros del partido del Baaz, se llevó a cabo de una manera intensa. En la educación islámica, los profesores fueron obligados a estudiar y a examinarse en cuestiones coránicas. Dentro del partido existían ya miembros religiosos que usaron la campaña para intensificar el islam como el propio al-Duri que utilizó la Campaña para intensificar el estudio de Corán con énfasis en el hadiz para legitimar posiciones políticas. En 1990, se estableció el Sadam Center for Reciting of the Quran en la Mezquita suní Abu Hanifa Mosque de Bagdad donde en 1992, se llegó a la cifra de 60,000 estudiantes con la intención de estudiar y memorizar partes del Corán.
Las demostraciones públicas comenzaron antes de 1993. Un ejemplo fue el anuncio de la muerte de Michel Aflaq donde fue calificado en un comunicado del Liderazgo Pan-árabe de musulmán el día de su muerte. A su vez, en 1991, la bandera cambió de estética y se introdujo el allah akbar para darle una legitimación islámica a la guerra del golfo. También hubo intentos de buscar una legitimidad islámica de Sadam, llegando a manifestarse desde el Partido de que Sadam era descendiente del profeta. Las demostraciones públicas islámicas que se llevaron a cabo tenían la intención de moralizar a la sociedad bajo una conducta conservadora religiosa impuesta desde las instituciones. Se creó un Banco Islámico, el cual destinaba dinero de los impuestos para aquellas personas que se encontraban en una situación de vulnerabilidad social, según el principio de Zakat. La puesta en escena de actos religiosos en público, como rezar, eran vistas positivamente por el régimen, pero no por los chiís, ya que consideraban a los miembros del partido como infieles. Se cerraron centros de ocio y club nocturnos por todo Irak con objetivo de controlar los hábitos. En Bagdad se llegaron a cerrar en 1993 29 de 45 bares nocturnos a la vez que se prohibía la consumición de alcohol en público.
También se puso énfasis en la promoción islámica en la radio y en la televisión donde se hablaba sobre las diferentes escuelas sunníes y sobre historia islámica. Los recursos otorgados a las mezquitas sunnies venían de la mano de al-Duri donde su capacidad de organización y contactos tribales facilitaban el transporte en época de sanciones. A su vez, miembros de la policía secreta de Irak hacían inspecciones en las mezquitas para controlar y verificar tanto a los miembros como la doctrina. Esta estrategia confirmaba la manipulación islámica a favor de los intereses partidistas.
La Campaña se centraba solo en el islam suní con una discriminación directa hacia los chiíes. En áreas donde la población chií era mayoritaria, el régimen actuaba de una forma arbitraria prohibiendo ceremonias religiosas. Además, se llegaron a hacer purgas hacia aquellos líderes chiíes populares y críticos con el régimen. Estas clases de acciones incrementaron la crisis sectaria y antisuní ya que los chiíes se veían marginalizados y discriminados por parte del Estado. Esta clase de acciones no fueron llevadas a cabo hacia los líderes sunníes que continuaron siendo apoyados por el Estado.
Por último, también se aplicaron castigos draconianos, tales como amputaciones en forma de castigos severos. Esta clase de castigos tenían como intención la aceptación de la nueva política siendo un mecanismo de coerción para la sumisión de tanto la ciudadanía como miembros del Partido al liderazgo de Sadam.

## Consecuencias de la Campaña
Sería precipitado hablar de la Campaña como un hecho exitoso, donde se lograron cumplir los objetivos propuestos. Si bien es cierto, que fue una variable más para el incremento de religiosidad en la sociedad. No obstante, el esfuerzo puesto no se plasmó en las generaciones más jóvenes. Y esto se puede observar en un decrecimiento de los matrimonios donde el motivo era la seguridad económica.
Hablar de una islamización del partido Baaz sería incorrecto ya que el partido ha albergado diferentes personas que seguían el islam como religión, como es el caso de Izzat Ibrahim al-Douri. A su vez, sería precipitado hablar de un Sadam religioso después de su historial de represión ante las comunidades religiosas.
La generación que se vio expuesta a esta campaña tuvo un impacto indirecto a la hora de unirse a grupos insurgentes. No obstante, no fue determinante ya que los que decidieron unirse a grupos insurgentes lo hacían en base conexiones personales en vez del grado de religiosidad.
Se puede concluir que la Campaña fue una respuesta a la movilización islámica y sobre todo a un desgaste ideológico que no pudo canalizar la crisis económica ni social que imperó tras la entrada de sanciones. Con la campaña se reconoció el verdadero poder del como movilizador político hasta la actualidad.